# Piotrowice (Przeciszów)
Piotrowice ist eine Ortschaft mit einem Schulzenamt der Gemeinde Przeciszów im Powiat Oświęcimski der Woiwodschaft Kleinpolen in Polen.

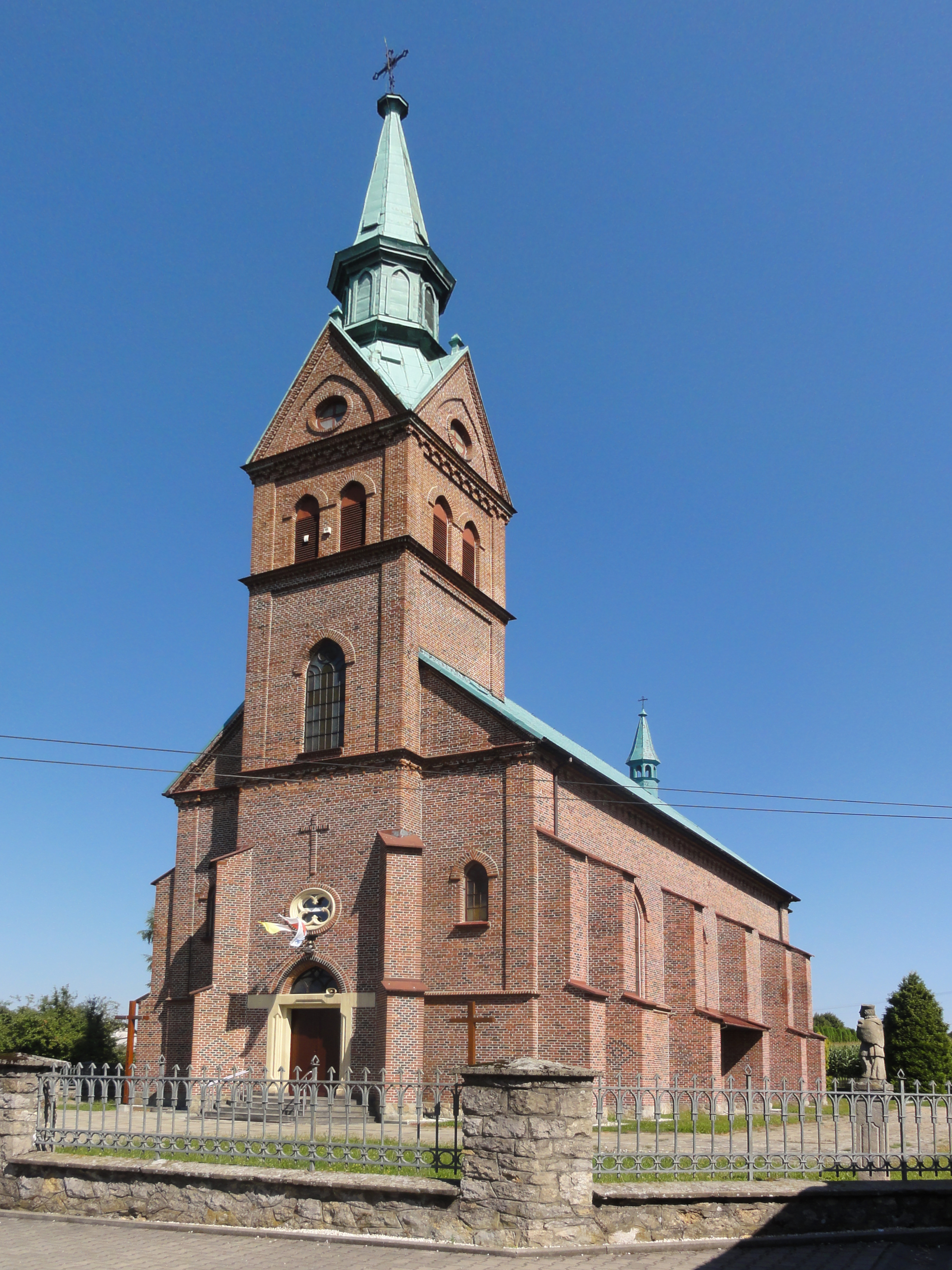
Ortskirche

## Geographie
Der Ort liegt am Bach Bachórz. Die Nachbarorte sind Przeciszów im Norden, Łowiczki im Osten, Gierałtowiczki im Süden, Głębowice im Südwesten, sowie Polanka Wielka im Westen.

## Geschichte
Im Jahr 1569 bestätigte der König Sigismund II. August die Privilegien der Stadt Zator, darunter einen aus dem Jahr 1292, wo das Dorf Piotrowice als Peterwaldi erwähnt wurde. Es ist jedoch nicht sicher, ob es im Original genau in dieser Form bestand, weil das originale Dokument verloren ist. Dieser deutschstämmige Name tauchte außerdem nur einmal auf: Petirswalde props Zathor im Jahr 1440. Die Pfarrei Petrovicze wurde erstmals urkundlich im Peterspfennigregister des Jahres 1325/1326 im Dekanat Zator des Bistums Krakau erwähnt. Später wurde der patronymische Ortsname (der Suffix -(ow)ice) auch als Potrovicz, Petrovicz (1346–1358) oder Pyotrowycze villa (1470–1480) erwähnt.
Politisch gehörte das Dorf ursprünglich zum Herzogtum Auschwitz, dies bestand ab 1315 in der Zeit des polnischen Partikularismus. Seit 1327 bestand die Lehnsherrschaft des Königreichs Böhmen. Seit 1445 gehörte es zum Herzogtum Zator, dieses wurde im Jahr 1494 an den polnischen König verkauft. 1564 wurde Piotrowice als Teil des neuen Kreises Schlesien der Woiwodschaft Krakau an das Königreich Polen, ab 1569 die polnisch-litauische Adelsrepublik, völlig inkorporiert.
Bei der Ersten Teilung Polens kam Piotrowice 1772 zum neuen Königreich Galizien und Lodomerien des habsburgischen Kaiserreichs (ab 1804). Ab 1782 gehörte es dem Myslenicer Kreis (1819 mit dem Sitz in Wadowice). Nach der Aufhebung der Patrimonialherrschaften bildete es nach 1850 eine Gemeinde im Bezirk Wadowice, später im Bezirk Oświęcim.
1918, nach dem Ende des Ersten Weltkriegs und dem Zusammenbruch der k.u.k. Monarchie, kam Piotrowice zu Polen und an die Woiwodschaft Krakau. Unterbrochen wurde dies nur durch die Besetzung Polens durch die Wehrmacht im Zweiten Weltkrieg. Es gehörte dann zum Landkreis Bielitz im Regierungsbezirk Kattowitz in der Provinz Schlesien (seit 1941 Provinz Oberschlesien).
Von 1975 bis 1998 gehörte Piotrowice zur Woiwodschaft Bielsko-Biała.